# الصدفة (أحياء)
يُستخدم مصطلح الصدفة للإشارة إلى محارة قنافذ البحر وكذلك محارة بعض الكائنات الحية الدقيقة مثل المنخربات المغطاة (testate foraminifera) والأميبات المغطاة (testate amoebae).
تتكون الصدفات في فصيلة زق البحر بشكل كبير من السليلوز (وهو ما يسمى تاريخيا باسم "تيونيسين"). منذ عام 1845 (عندما اكتشف شميت) ذلك وحتى عام 1958 (عندما تم العثور على ألياف السليلوز في النسيج الضام للثدييات)، تمت دراسة زق البحر اعتقادًا بأنه الحيوان الوحيد الذي يخلق السليلوز.

## معرض صور

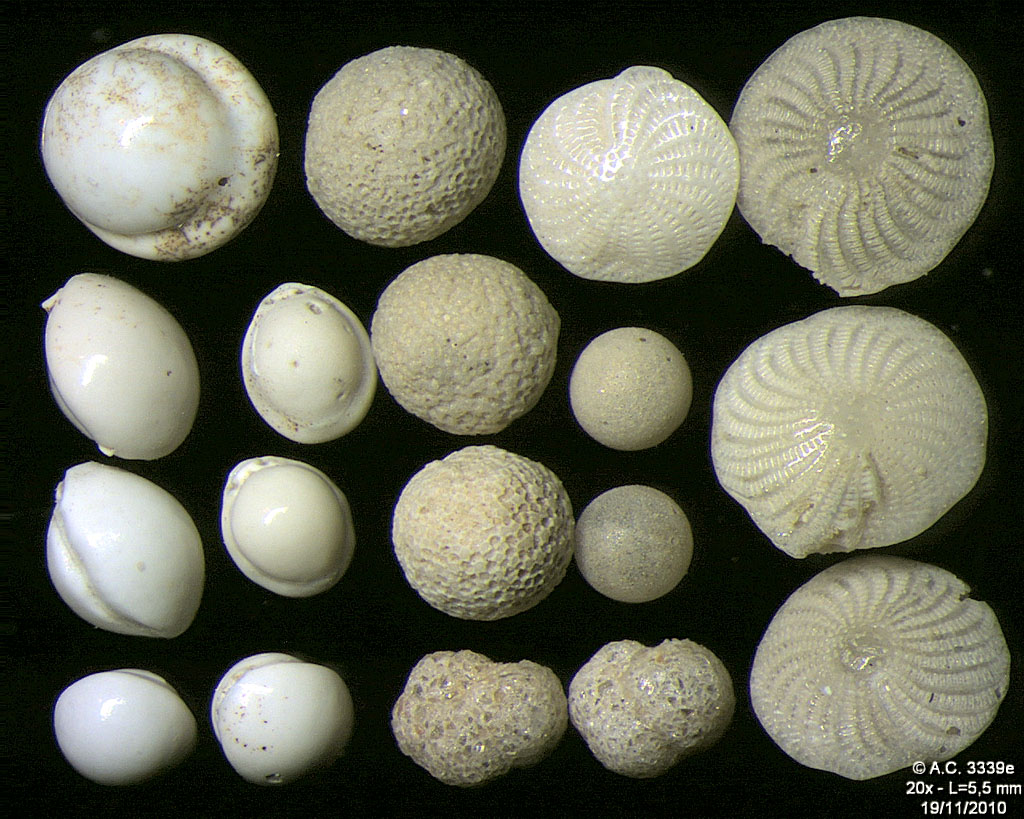
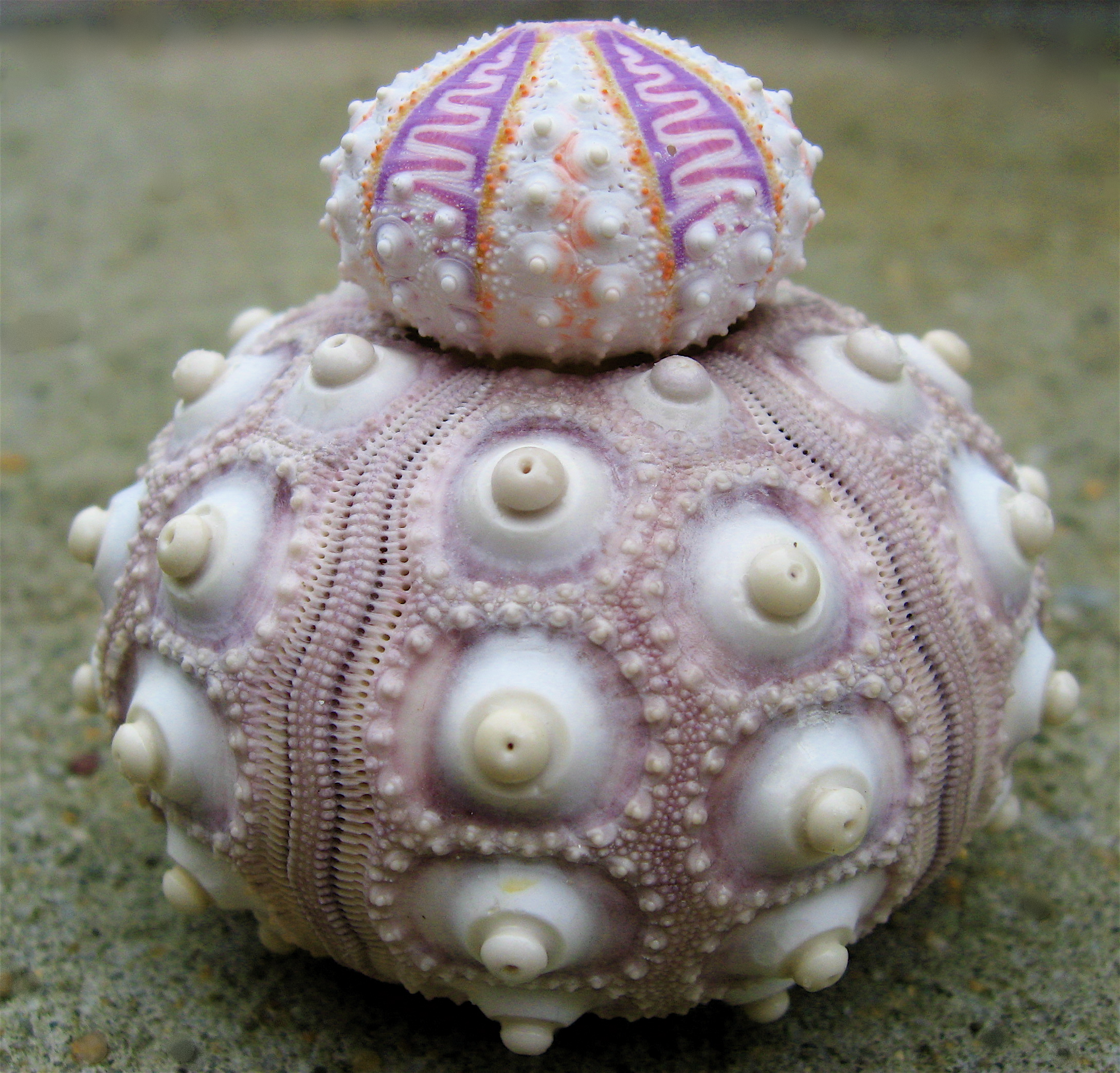
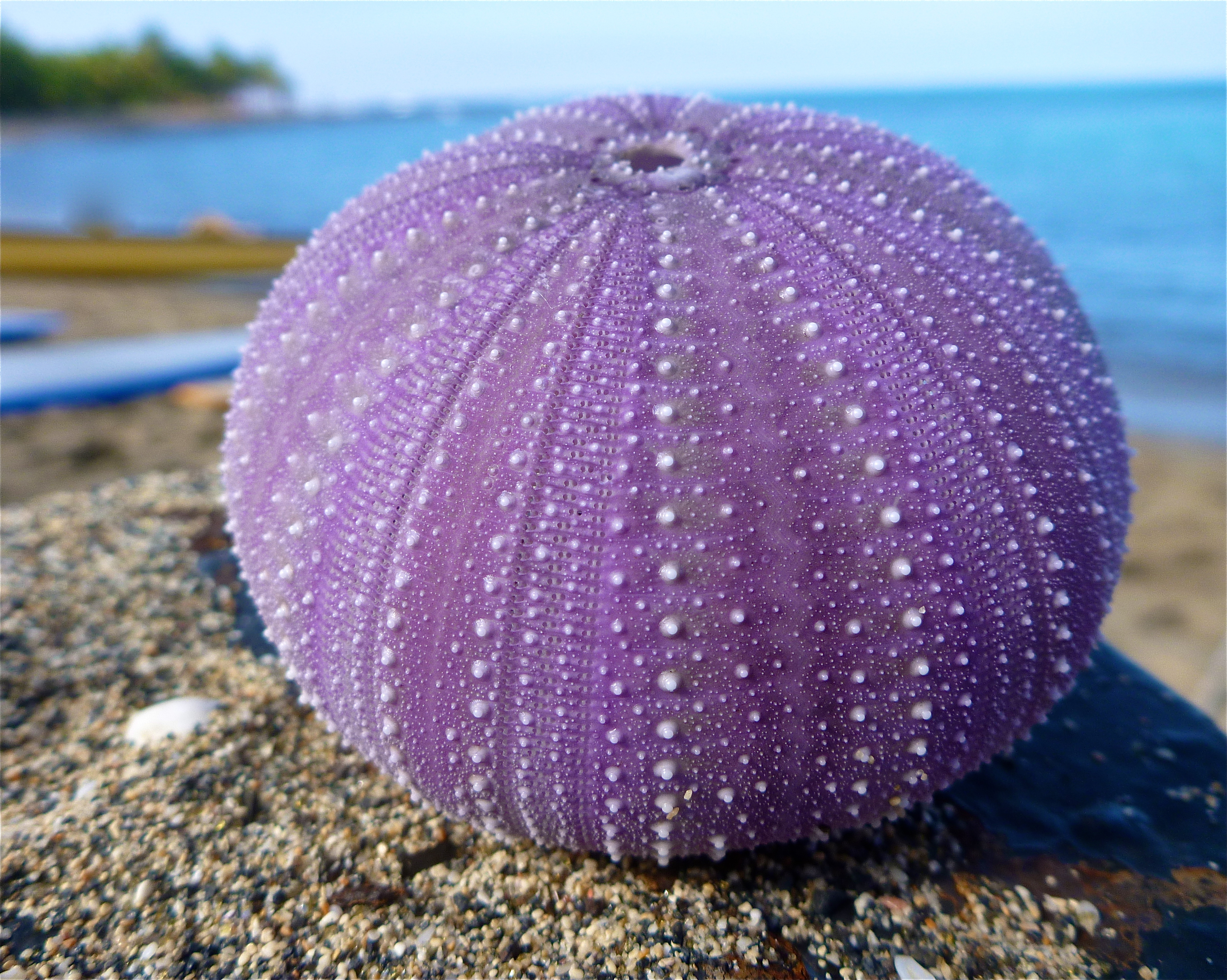
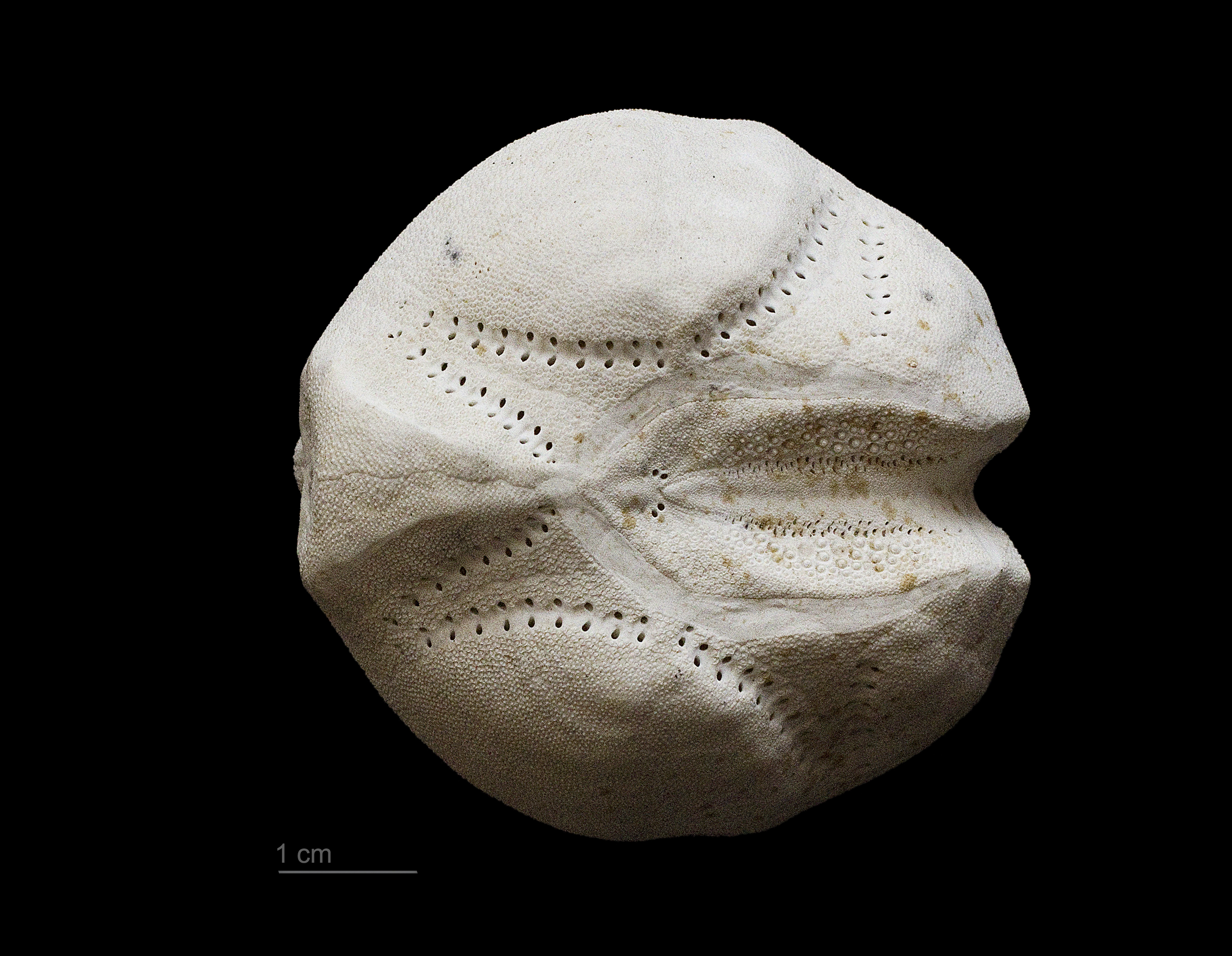